# Абделілах Сабер
Абделілах Сабер (араб. عبد الإله صابر, нар. 21 квітня 1974, Касабланка) — марокканський футболіст, що грав на позиції захисника. Виступав, зокрема, за клуби «Відад» (Касабланка), «Спортінг» та «Наполі», а також національну збірну Марокко.

## Клубна кар'єра
Народився в Касабланці, перші роки професіональної кар'єри провів на батьківщині в клубі  «Відад» (Касабланка). У січні 1997 року розпочав свої виступи в Європі, підписавши контракт зі «Спортінгом». У лісабонському клубі спочатку боровся за місце в основі, але зрештою став гравцем першої команди. Однак у січні 2000 року, з приходом Сезара Луїша Пратеша, втратив своє місце в основному складі, а леви вперше за останні 18 років тріумфували в національному чемпіонаті, Абделілах того сезону зіграв 18 матчів.
Наступні чотири роки відіграв в Італії, у складі «Наполі», перейшовши до цього клубу разом з партнерами по «Спортінгу» Факундо Кірогою та Жозе Відігалем. Цей перехід виявився не дуже вдалим, оскільки по завершенні сезону «Наполі» залишив Серію A, проте Сабер залишився в країні та перейшов до складу представника Серії B «Торіно», в складі команди з Неаполя відіграв понад два сезони, після чого у віці лише 30 років завершив кар'єру гравця.

## Виступи за збірну
1995 року дебютував в офіційних матчах у складі національної збірної Марокко. Протягом кар'єри у національній команді, яка тривала 9 років, провів у формі головної команди країни 47 матчів, забивши 1 гол.
У складі збірної був учасником чемпіонату світу 1998 року у Франції (виходив на поле в стартовому складі в трьох матчах, в яких марокканці здобули по одній перемозі, нічиїй та поразці), Кубка африканських націй 1998 року у Буркіна Фасо, Кубка африканських націй 2000 року у Гані та Нігерії.

### Голи за збірну
Рахунок та результат збірної Марокко знаходиться на першому місці.
| №  | Дата           | Місце                                  | Суперник | Рахунок | Результат | Змагання    |
| -- | -------------- | -------------------------------------- | -------- | ------- | --------- | ----------- |
| 1. | 12 лютого 2003 | Стад Себастьєн Шарлеті, Париж, Франція | Сенегал  | 1–0     | 1–0       | Товариський |

## Досягнення
Відад (Касабланка)
- Чемпіонат Марокко
  -  Чемпіон (3): 1990, 1991, 1993

- Кубок Марокко
  -  Володар (2): 1989, 1994

- Ліга чемпіонів КАФ
  -  Володар (1): 1992

- Афро-Азійський кубок
  -  Володар (1): 1993

- Арабська ліга чемпіонів
  -  Чемпіон (1): 1989

- Арабський суперкубок
  -  Володар (1): 1992

Спортінг
- Прімейра-Ліга
  -  Чемпіон (1): 2000

- Суперкубок Португалії
  -  Володар (1): 2000

- Кубок Португалії
  -  Фіналіст (2): 1996, 2000